# Дворец Эдирне
Дворец Эдирне (тур. Edirne Sarayı) также известен как Сарай-ы Джедид-и Амире (Новый дворец) (тур. Saray-ı Cedid-i Amire) — дворец османских султанов в Эдирне. После дворца Топкапы в Стамбуле был крупнейшим дворцом в империи.
Вне центра города, в северо-западной части реки Тунджи в лесу на земельном участке площадью почти 3 квадратных километра был построен большой охотничий дворец. Дворец был окружён садами. В наше время на территории дворцового сада проходят «масляные бои».
Инициатором строительства дворца был султан Мурад II, завершал же строительство архитектор Шехабеттин при Фатихе. Наибольшего размера дворцовый комплекс достиг при Мехмеде IV. В это время было построено множество павильонов, фонтанов и других строений.
Дворец использовался султанами вплоть до XIX века. Он был излюбленным местом отдыха Кануни, Селима II, Ахмеда I, Мехмеда Авджи, Ахмеда II, Мустафы II и Ахмеда III.
Во время русско-турецкой войны в 1829 году дворец серьёзно пострадал, когда Адрианаполь был занят русскими войсками, которые организовали во дворце казармы. Окончательно дворец был разрушен в 1878 году, во время русско-турецкой войны, когда отступающие турки взорвали арсеналы, находившиеся вблизи дворца. До наших дней дошло только 10 зданий из 100.
В 2008 году было принято решение о реставрации комплекса, которое началось в 2009 году.

## История дворца

### Павильон Джиханнюма
Джиханнюма являлся наиболее ярким строением комплекса. Он был построен в 1452 году при Фатихе и представлял собой семи-этажное здание. На верхнем этаже располагался бассейн. Ныне павильон разрушен.

### Песочный павильон
Расположен неподалёку от Джиханнюма. Своё название получил от местоположения. Построен во времена Мехмеда Фатиха. Павильон и  прилегающий к нему хаммам сохранились до наших дней.

### Павильон справедливости
Или «Судебный павильон». Построен Синаном по приказу Сулеймана Кануни в 1562 году. Использовался для проведения заседаний Дивана и Верховного суда. На первом этаже располагался Шербетхане, на втором этаже располагались книжники (секретари) Дивана, Совет дивана собирался на верхнем этаже в мраморном зале. В середине мраморного зала располагался бассейн, а за троном падишаха — тайная комната.

### Дворцовый сад
Из дворцового сада до наших дней сохранился лишь участок леса в 58 гектар, называемый «Куриный лес» (тур. Tavuk Ormanı). Этот лес полон множеством ценных лекарственных растений. Здесь Мехмедом Авджи был построен в 1671 году «Соловьиный павильон» (тур. Bülbül Köşkü) с небольшим охотничьим домиком, сохранившемся и сегодня.